# Qualificazioni al campionato europeo femminile di pallavolo 2015
Le qualificazioni al campionato europeo femminile di pallavolo 2015 si sono svolte dal 9 maggio 2014 al 30 maggio 2015: al torneo hanno partecipato 28 squadre nazionali europee. Nove squadre si sono qualificate al campionato europeo 2015.

## Regolamento
Le otto squadre con il punteggio più basso nel ranking sono state ammesse alla prima fase: queste sono state divise in due giorni, disputando un girone all'italiana al cui termine le prime due classificate di ogni girone si sono qualificate alla seconda fase. Alla seconda fase partecipano le rimanenti venti squadre, più le quattro qualificate dalla fase precedente: le ventiquattro squadre sono divise in sei gironi all'italiana, con gare di andata e ritorno; la prima classificata di ogni girone si qualificherà al campionato europeo 2015, mentre la seconda classificata di ogni girone si qualificherà per la terza fase. Alla terza fase parteciperanno le sei squadre qualificate dalla seconda fase: queste si sfideranno in uno scontro diretto con gara d'andata e ritorno e le tre vincitrici si sono qualificheranno al campionato europeo 2015.

## Squadre partecipanti
| - Austria - Azerbaigian - Bielorussia - Bosnia ed Erzegovina - Bulgaria - Danimarca - Estonia | - Finlandia - Francia - Georgia - Grecia - Israele - Lettonia - Lituania | - Montenegro - Norvegia - Polonia - Portogallo - Rep. Ceca - Romania - Slovacchia | - Slovenia - Spagna - Svezia - Svizzera - Turchia - Ucraina - Ungheria |

## Prima fase

### Squadre partecipanti
- Bosnia ed Erzegovina
- Estonia
- Georgia
- Lettonia
- Lituania
- Montenegro
- Norvegia
- Svezia

### Gironi
| Girone A                         | Girone B                                         |
| -------------------------------- | ------------------------------------------------ |
| Georgia Lettonia Norvegia Svezia | Bosnia ed Erzegovina Estonia Lituania Montenegro |

## Seconda fase

### Squadre partecipanti
| - Austria - Azerbaigian - Bosnia ed Erzegovina - Bielorussia - Bulgaria - Danimarca | - Finlandia - Francia - Grecia - Israele - Lettonia - Montenegro | - Polonia - Portogallo - Rep. Ceca - Romania - Slovacchia - Slovenia | - Svezia - Spagna - Svizzera - Turchia - Ucraina - Ungheria |

### Gironi
| Girone A                                | Girone B                          | Girone C                             | Girone D                               | Girone E                        | Girone F                                        |
| --------------------------------------- | --------------------------------- | ------------------------------------ | -------------------------------------- | ------------------------------- | ----------------------------------------------- |
| Bielorussia Danimarca Finlandia Turchia | Lettonia Polonia Svizzera Ucraina | Montenegro Rep. Ceca Slovenia Spagna | Azerbaigian Bulgaria Grecia Portogallo | Francia Israele Svezia Ungheria | Austria Bosnia ed Erzegovina Romania Slovacchia |

### Qualificate al campionato europeo
- Bulgaria
- Polonia
- Rep. Ceca
- Romania
- Turchia
- Ungheria

### Qualificate alla terza fase
- Azerbaigian
- Bielorussia
- Francia
- Slovacchia
- Slovenia
- Ucraina

## Terza fase

### Squadre partecipanti
- Azerbaigian
- Bielorussia
- Francia
- Slovacchia
- Slovenia
- Ucraina

### Qualificate al campionato europeo
- Azerbaigian[1]
- Bielorussia
- Slovenia